# Hold Me Like a Heaven
"Hold Me Like a Heaven" é uma canção da banda britânica de rock Manic Street Preachers, lançada em maio de 2018 como o quinto single do álbum Resistance Is Futile (2018). Escrita pelo baixista Nicky Wire com arranjos do vocalista James Dean Bradfield e do baterista Sean Moore, foi lançada juntamente com um videoclipe na VEVO.
O arranjo da música foi inspirado por "Ashes to Ashes" de David Bowie, enquanto suas letras abordam o trabalho de Philip Larkin. Em entrevista, Wire disse: "Foi a última letra escrita para o disco e eu sabia que tinha que ser especial. Ele tem um dos meus versos favoritos de sempre, que é "qual é o futuro do futuro / quando a memória se desvanece e fica bloqueada". Há muito tempo estamos obcecados em escrever algo como Ashes to Ashes; Eu acho que isso é o mais próximo que chegaremos".
O single incluiu um remix da Warm Digits, surgido a partir de uma relação do baterista Sean Moore com o grupo: "Basicamente, eu era fã do mais recente álbum da Warm Digits, e gostei deles no Twitter. Eles entraram em contato comigo e disseram 'Se pudéssemos fazer um remix para você, nós faríamos de bom grado'. A oportunidade surgiu e foi fácil. Eu nunca conheci os rapazes ainda, mas com a Internet, é uma relação que eu gosto muito. Talvez no futuro, eu seja capaz de agradecê-los por isso. Eu os agradeci pelo Twitter, por e-mails e textos, mas na verdade não nos conhecemos fisicamente como seres humanos. Esse é o mundo digital para você".

## Faixa
| Digital download – Warm Digits remix |                                             |                |         |  |
| N.º                                  | Título                                      | Compositor(es) | Duração |  |
| 1.                                   | "Hold Me Like a Heaven" (Warm Digits remix) |                | 4:51    |  |

| Digital download – Public Service Broadcasting remix |                                                             |                |         |  |
| N.º                                                  | Título                                                      | Compositor(es) | Duração |  |
| 1.                                                   | "Hold Me Like a Heaven" (Public Service Broadcasting remix) |                | 2:59    |  |

## Ficha técnica
- James Dean Bradfield - vocais, guitarras
- Sean Moore - bateria, percussão
- Nicky Wire - baixo